# Martin Neuner
Martin Neuner (ur. 14 grudnia 1900 w Garmisch-Partenkirchen, zm. 2 sierpnia 1944 tamże) – niemiecki skoczek narciarski i kombinator norweski. Jego bratem był Karl, kombinator norweski.
Uczestniczył w Zimowych Igrzyskach Olimpijskich 1928 w zawodach na skoczni normalnej. Po skokach na 50 i 57 metrów uplasował się na dziewiątym miejscu (najlepszy z Niemców).
W 1924 był mistrzem Niemiec w skokach narciarskich, a dwa lata później zdobył mistrzostwo w kombinacji norweskiej. Podobnie jak brat, zarabiał na życie jako myśliwy.